# Classifications de courses UCI
 (novembre 2020).
L'Union Cycliste Internationale (UCI), l'instance dirigeante mondiale du sport cycliste, classe les courses selon une échelle de notation.
La cote est représentée par un code composé de deux ou trois parties et indique à la fois le type ou le style de course (la première partie), et son importance ou difficulté (les deuxième et troisième parties, les plus basses étant plus difficiles). La première partie peut être un entier ou une abréviation, et la seconde partie, lorsqu'elle est présente, sont généralement des entiers. Les deux parties sont séparées par un point ou un point décimal (.).
Une course mieux notée permettra aux coureurs qui réussissent de recevoir plus de points de classement mondial.